# Massasoit

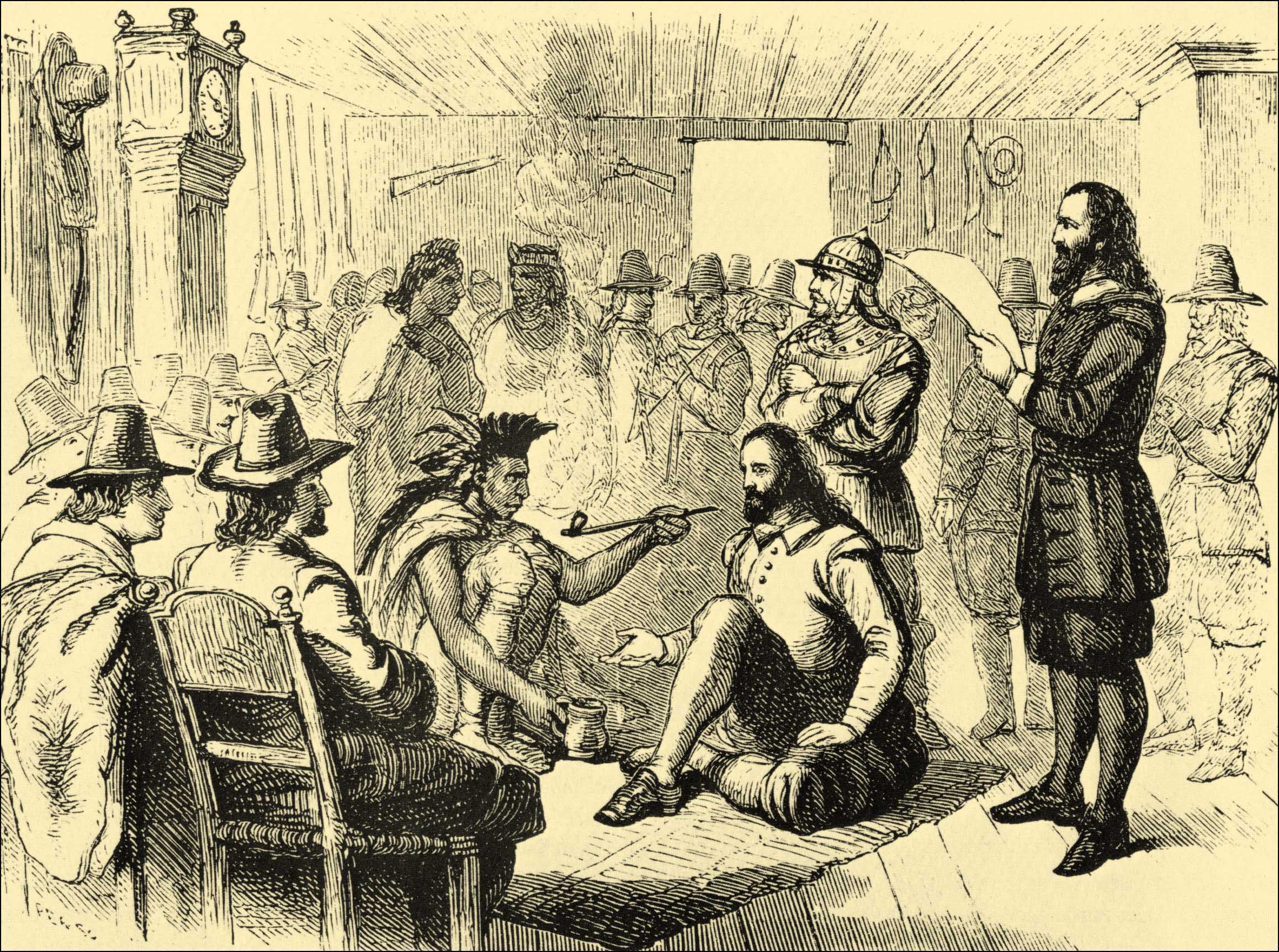
Massasoit i Carver wypalają fajkę pokoju

Massasoit lub Massasoit sachem, wł. Ousamequin (ur. ok. 1580, zm. w 1661) – wódz (sachem) północnoamerykańskiego plemienia Indian Wampanoagów posługujący się języku algonkińskim, który w 1621 roku zawarł traktat pokojowy z Anglikami. W algonkińskim wyrażenie Massasoit sachem oznacza tyle, co „wielki wódz”; koloniści w wyniku omyłki wzięli pierwszą część wyrażenia za imię, które utrwaliło się historycznie.
Wampanoagowie zamieszkiwali tereny dzisiejszych stanów Massachusetts i Rhode Island i byli jednymi z pierwszych Indian Ameryki Północnej, jacy zetknęli się Pielgrzymami po ich przybyciu do Ameryki.
Massasoit, w traktacie podpisanym przez niego i gubernatora Johna Carvera, zobowiązał się nie atakować Anglików do końca swego życia. Pielgrzymi ze swojej strony zobowiązali się ochraniać Indian i ich prawa. Massasoit dotrzymał danego słowa.
Zgodnie z legendą, w podzięce za oferowaną przybyszom przyjaźń i żywność Massasoit i jego wojownicy zostali zaproszeni przez mieszkańców kolonii Plymouth do wzięcia udziału w uczcie dziękczynnej, na której pamiątkę obchodzony jest w Stanach Zjednoczonych Dzień Dziękczynienia. Po uczcie sachem miał powiedzieć Anglikom: „Widzę, że Wielki Duch naprawdę kocha swoje białe dzieci”.
Po śmierci Ousamequina wodzem został jego najstarszy syn Wamsutta (zwany Aleksandrem), a po nim młodszy syn Metacomet (Król Filip).